# Socialismo en el Imperio del Japón

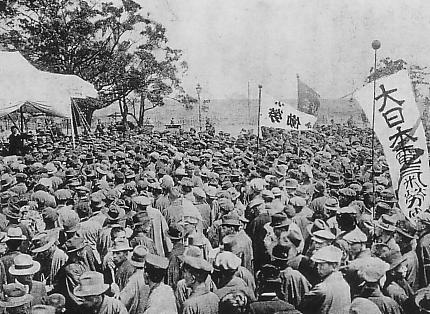
Primera manifestación por el Día del Trabajo en Japón, 1920.

El pensamiento socialista en el Imperio del Japón apareció durante la Era Meiji, con el desarrollo de un gran número de partidos políticos, hasta inicios de la Era Shōwa. Los partidos de izquierda, ya sea proponiendo el socialismo, el marxismo o el agrarismo provocaron la hostilidad de los principales partidos políticos del país, así como también de los acaudalados y militares, razón por la cual muchos fueron prohibidos o actuaron de manera clandestina al poco tiempo de formarse. Aunque ocasionalmente conseguían algún puesto en la Cámara de Representantes de la Dieta de Japón, los partidos socialistas tuvieron un rol muy limitado en el gobierno del país.

## Desarrollo de la izquierda japonesa

### Inicios
El socialismo occidental fue introducido en Japón a principios de la Era Meiji, en gran medida a través de los misioneros cristianos con sus conceptos de la fraternidad universal, pero tuvo poca atracción hasta que la creciente industrialización del país creó una desafecta fuerza laboral urbana que era más receptiva a los llamados por una más equitativa distribución de la riqueza, una mayor cantidad de servicios públicos y la colectivización de los medios de producción.
Dos entidades se consideran iniciadoras del desarrollo del socialismo japonés: el movimiento Jiyū Minken Undō y la sociedad intelectual Meirokusha. El primero, fundado en 1873, atrajo al movimiento laboral del país con su búsqueda del incremento de la democracia representativa, aunque estaba más preocupado en el desarrollo de una Constitución antes que en generar una especie de conciencia social. La segunda, también fundada en 1873, atrajo a los trabajadores por el apoyo de muchos de sus miembros al cambio social.

### Consolidación
La Sociedad para el Estudio del Socialismo (社会主義研究会, Shakai Shugi Kenkyukai) fue fundada en octubre de 1896, y entre sus miembros estaban Abe Isoo, el anarquista Shūsui Kōtoku y Sen Katayama. Fue reorganizada en 1901, convirtiéndose en el primer partido socialista de Japón, el Partido Socialista Democrático (社会民主党, Shakai Minshuto). El gobierno ilegalizó el nuevo partido dos días después de ser fundado.
El Partido Socialista de Japón (日本社会党, Nippon Shakaitō) fue fundado el 28 de enero de 1906 como una coalición de un variado espectro político de corrientes socialistas. Por un lado, el elemento radical, liderado por Toshihiko Sakai y Shūsui Kōtoku, que favorecía la acción directa y el derrocamiento violento del gobierno. Por otro lado los socialistas moderados, liderados por Sen Katayama y Tazoe Tatsuji, que favorecía un programa moderado de reformas sociales. La coalición fue inestable y se colapsó poco después de un año, el 22 de febrero de 1908. Las varias facciones que quedaron formaron pequeños partidos políticos, muchos de los cuales cayeron bajo escrutinio policial y fueron suprimidos según las restrictivas Leyes de Preservación de la Paz. La ejecución de Shūsui Kōtoku tras el Incidente de Alta Traición (大逆事件, Taigyaku Jiken) de 1911 también fue un grave golpe al naciente movimiento socialista en Japón.
En 1920, Sakai Toshihiko y Yamakawa Hitoshi intentaron reunir los varios partidos socialistas sobrevivientes bajo la Liga Socialista de Japón (日本社会主義同名, Nihon Sakai Shugi Dōmei) y unirse a varios sindicatos, intelectuales y grupos anarquistas. A pesar de que la nueva organización superó rápidamente los 3.000 miembros, irreconciliables diferencias ideológicas impidieron que se pusieran de acuerdo, llegando a sólo formular declaraciones propagandísticas. La LSJ fue declarada ilegal por el gobierno en mayo de 1921.
Otros partidos políticos socialistas:
- Partido Laborista-Agrario de Japón
- Partido Laborista-Agrario
- Shakai Minshūtō
- Federación Japonesa del Trabajo
- Partido de las Masas Socialistas
- Partido Proletario Japonés

## Tendencias

### Socialismo
El socialismo del centro del espectro político se fundamentaba en los escritos de Tatsukichi Minobe y Sakuzō Yoshino, ambos profesores de la Universidad Imperial de Tokio. Creían que el sistema imperial y otros elementos de la identidad nacional japonesa (Kokutai) eran compatibles con la democracia y el socialismo. Yoshino fundó su propio partido político, la Sociedad del Amanecer (黎明会, Reimeikai), una mezcla de socialismo cristiano, moralidad pública confuciana y sindicalismo. En sus inicios, este movimiento atrajo muchos estudiantes y líderes obreros, pero se disolvió en 1920.

### Comunismo
El Partido Comunista Japonés (日本共産党, Nihon Kyōsantō; JCP) fue fundado el 15 de julio de 1922 como una rama clandestina de la Internacional Comunista por un grupo de activistas socialistas, entre quienes figuraban Hitoshi Yamakawa, Kanson Arahata, Toshihiko Sakai, Kyuichi Tokuda y Sanzō Nosaka. Ilegalizado por la Ley de Preservación de la Paz, el PCJ fue reprimido y perseguido por la policía.
El partido estuvo liderado en sus inicios por Hitoshi Yamakawa, pero éste disolvió formalmente el Partido en 1924 en un intento de crear un partido político legal para aproximarse a los trabajadores japoneses. Sin embargo, en ese mismo año Kazuo Fukumoto regresó a Japón tras estudiar el marxismo en Alemania y Francia, atacando el enfoque de Yamakawa y alegando la necesidad de formar un partido de vanguardia según las ideas leninistas. Fukumoto presidió el restablecimiento del Partido Comunista Japonés en 1926. La diferencia básica entre Yamakawa y Fukumoto fue un discernimiento sobre la etapa histórica del desarrollo de Japón según la terminología marxista. Yamakawa aun veía a Japón como un estado principalmente feudal al que le faltaba llegar al capitalismo, requerido para la revolución socialista. Fukumoto, por otro lado, sentía que la etapa feudal había terminado con la Restauración Meiji y que Japón debía ser considerado a la par de los estados industrializados occidentales.
El 15 de julio de 1927 la Internacional Comunista publicó una tesis que atacaba tanto a Yamakawa como a Fukumoto, a la vez que requería que el partido luchara por una revolución inmediata para derrocar el gobierno japonés, en especial el sistema imperial y la Dieta de Japón; también pedían la redistribución de la riqueza y una política favorable hacia la URSS.
El 15 de marzo de 1928 y el 16 de abril de 1929, miles de sospechosos de ser comunistas fueron arrestados en todo el país. En un juicio especial abierto en la Corte del Distrito de Tokio que duró 108 sesiones, desde el 25 de junio de 1931 al 2 de julio de 1932, unos 300 miembros del Partido Comunista Japonés fueron sentenciados. El juicio fue cuidadosamente orquestado por el Ministerio del Interior para exponer el funcionamiento interno del Partido y su estrategia para minar el orden político existente. Todos los acusados fueron hallados culpables y se les aplicaron sentencias severas, excepto aquellos quienes públicamente se retractaban (tenko) de sus ideas comunistas y aceptaban someterse a la "rehabilitación", que recibieron sentencias ligeramente reducidas.
En 1931, el clandestino PCJ publicó una nueva tesis haciendo un llamamiento inmediato a la revolución socialista. Esta aproximación al radicalismo produjo una fractura en el liderazgo del partido, ataques por parte de los socialdemócratas y más represión por parte del gobierno. El movimiento comunista japonés prácticamente dejó de existir a partir de 1935, con el arresto de sus dirigentes y la disolución de diversas organizaciones que lo apoyaban.